# Anacolosa insularis
Anacolosa insularis là một loài thực vật có hoa trong họ Olacaceae. Loài này được Christoph. mô tả khoa học đầu tiên năm 1935.